# Liolaemus cyaneinotatus
Liolaemus cyaneinotatus — вид ігуаноподібних ящірок родини Liolaemidae. Ендемік Аргентини.

## Поширення і екологія
Liolaemus cyaneinotatus відомі з типової місцевості у вулканічному масиві Аука-Мауїда, в департаменті Пеуенчес в провінції Неукен. Вони живуть на вулканічних, кам'янистих рівнинах, місцями порослих чагарниками. Зустрічаються на висоті від 1332 до 1983 м над рівнем моря. Ведуть наземний спосіб життя, живляться комахами, відкладають яйця.